# Without your love (canción de Toto)
«Without Your Love» es una canción del grupo de rock Toto lanzado en su álbum Fahrenheit de 1986 Como Tercer Sencillo del Álbum. La canción llegó a colocarse en el # 38 en Billboard Hot Charts en 1986 y se colocó en el #7 en el adulto contemporáneo, fue escrita Por David Paich y cantada por Steve Lukather.
- Datos: Q4020577